# Wawrzyńcowice
Wawrzyńcowice est une localité polonaise de la gmina de Strzeleczki, située dans le powiat de Krapkowice en voïvodie d'Opole.